# Дом, в котором жил писатель А.А. Фадеев
Дом, в котором жил писатель А.А. Фадеев — жилой дом во Владивостоке, в котором жил писатель Александр Александрович Фадеев. Построено в 1908 году. Автор проекта неизвестен. Историческое здание по адресу улица Прапорщика Комарова, 21 сегодня является объектом культурного наследия Российской Федерации.

## История
Дом был построен в 1908 году предпринимателями Л.Ш. Радомышельским и Л.М. Розеньбергом. Использовался как доходный дом с квартирами, сдаваемыми в аренду. В доме жил писатель Фадеев.  Александр Александрович Фадеев — русский советский писатель и общественный деятель, журналист, военный корреспондент. Лауреат Сталинской премии первой степени (1946). Член РКП(б) с 1918 года; с 1939 года — член ЦК ВКП(б). Детство и юность Фадеев провёл в Приморье. В 1910 году он переехал из Чугуевки во Владивосток и поступил во Владивостокское коммерческое училище. Поселился писатель в семье известного педагога М.В. Сибирцевой — сестры его матери. Вместе с Сибирцевыми в 1910—1913 годах он жил во флигеле дома 21 по улице Комарова. 
До 1982 года здание использовалось как жилой дом. В 1983—1984 годах дом был реконструирован для размещения нём учреждений. Фасады были отреставрированы, а на главном фасаде установлена бронзовая мемориальная доска с барельефом А.А. Фадеева работы скульптора Н.М. Шаймордановой.      

## Архитектура
Дом кирпичный двухэтажный с мансардным этажом. Прямоугольный в плане. Архитектурно здание решено в классицистических традициях: главный фасад имеет трёхчастную симметричную композицию, вход в здание расположен в центре фасада и подчёркнут раскреповкой стены. Входной портал увенчан крупной лепной розеткой. Над входом выстроен балкон, поддерживаемый карнатидами. Наличники окон первого этажа и межоконные простенки второго этажа рустованы и декорированы маскеронами. Карниз поддерживают фигурные кронштейны.            